# Ulcera peptica
L'ulcera peptica è un'ulcera circoscritta che colpisce la mucosa (il rivestimento) dello stomaco, la prima porzione dell'intestino tenue o, occasionalmente, la parte inferiore dell'esofago. Un'ulcera nello stomaco, viene generalmente chiamata ulcera gastrica mentre quella nella prima parte dell'intestino ulcera duodenale. I sintomi più comuni consistono nello svegliarsi improvvisamente di notte con dolore addominale superiore che tende a migliorare in seguito ad un pasto. Il dolore è spesso descritto come "sordo" o come un bruciore. Altri sintomi includono eruttazione, vomito, perdita di peso, scarso appetito. Tuttavia, circa un terzo degli anziani non presenta alcun sintomo. Le complicazioni includono sanguinamento, perforazione e blocco dello stomaco. Il sanguinamento si verifica in circa il 25% dei casi.
Le cause più comuni sono i batteri, l'Helicobacter pylori e i farmaci anti-infiammatori non steroidei (FANS). Altre cause meno comuni includono il fumo di tabacco, lo stress dovuto ad una grave malattia, come la malattia di Behcet, la sindrome di Zollinger-Ellison, la malattia di Crohn e la cirrosi epatica. Le persone anziane sono più sensibili agli effetti dei FANS. La diagnosi viene sospettata quando si presentano i primi sintomi, per poi essere confermata tramite endoscopia o radiografie con bario ingerito come mezzo di contrasto. Le infezioni da H. pylori possono essere diagnosticate tramite gli esami del sangue per gli anticorpi, un test del respiro per l'urea o una biopsia dello stomaco. Altre condizioni che producono sintomi simili includono il cancro allo stomaco, la malattia coronarica e l'infiammazione del rivestimento dello stomaco o della colecisti.
Il tipo di dieta non riveste un ruolo significativo sia nella prevenzione che come causa di ulcere. Il trattamento comprende lo smettere di fumare, evitare l'assunzione di FANS, di bevande alcoliche e assumere farmaci per diminuire l'acidità dello stomaco. Il farmaco usato per diminuire l'acidità di solito è un inibitore della pompa protonica (IPP) o un antagonista dei recettori H2 con quattro settimane di trattamento iniziale raccomandato. Le ulcere causate da H. pylori sono trattate con una combinazione di farmaci, come l'amoxicillina, la claritromicina e un IPP. La resistenza agli antibiotici è in aumento e il trattamento non può essere quindi sempre efficace. Le ulcere sanguinanti possono essere trattate mediante endoscopia o con la chirurgia a "cielo aperto" tipicamente utilizzata solo nei casi di insuccesso.
Circa il 4% della popolazione soffre di una ulcera peptica. Circa il 10% delle persone sviluppano un'ulcera peptica in qualche momento della loro vita. Nel 2013 hanno comportato 301 000 decessi, in diminuzione dai 327 000 registrati nel 1990. La prima descrizione di un'ulcera peptica perforata fu nel 1670 sul corpo della principessa Enrichetta d'Inghilterra. L'H. pylori è stato certificato come causa grazie agli studi di Barry Marshall e Robin Warren, intorno alla fine del XX secolo, per la cui scoperta ricevettero il premio Nobel nel 2005.

## Storia

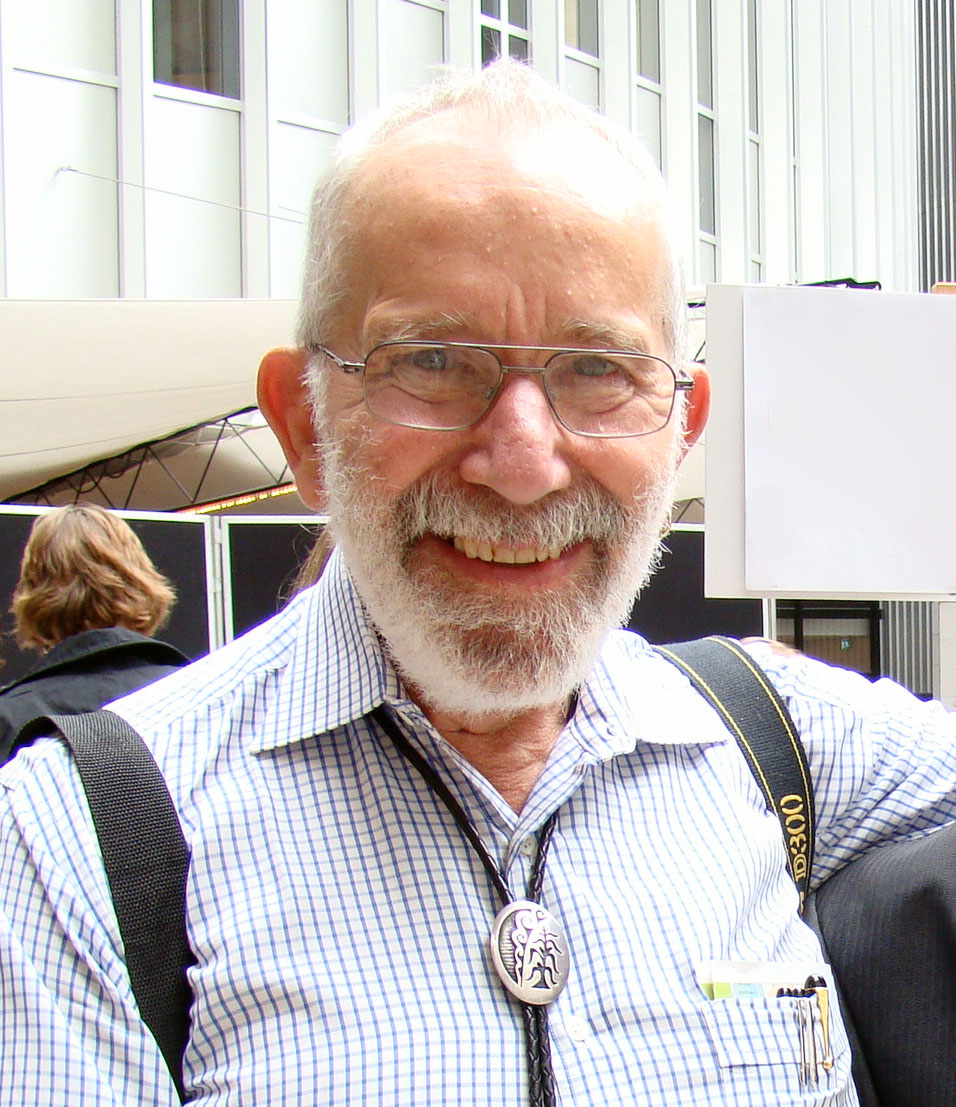
Robin Warren, il primo medico a intuire che la causa principale dell'ulcera peptica è l'infezione da Helicobacter pylori

John Lykoudis, un medico di famiglia greco, trattava i pazienti con ulcera peptica con antibiotici fin dal 1958, molto prima che fosse riconosciuto che i batteri fossero una delle cause principali della malattia.
L'identificazione, nel 1982, dell'Helicobacter pylori come causa della malattia è dovuta all'intuizione di due scienziati australiani, Robin Warren e Barry Marshall. Nella loro pubblicazione originale essi sostenevano che le ulcere gastriche, più che le gastriti, fossero causate dalla colonizzazione di questo batterio e non per stress o il cibo piccante come era stato ritenuto fino ad allora.
L'ipotesi dell'H. pylori fu inizialmente ricevuta freddamente, così in un atto di auto-sperimentazione Marshall bevve una piastra di Petri contenente una coltura di organismi estratti da un paziente e cinque giorni più tardi sviluppò la gastrite. I suoi sintomi scomparvero dopo due settimane, dopo che aveva assunto degli antibiotici in seguito alle richieste della moglie e del figlio, dal momento che l'alitosi è uno dei sintomi dell'infezione. Questo esperimento è stato pubblicato nel 1984 sull'Australian Medical Journal ed è fra gli articoli più citati del giornale.
Nel 1997 lo statunitense Centers for Disease Control and Prevention insieme ad altre agenzie governative, alle istituzioni accademiche e all'industria, ha lanciato una campagna nazionale di educazione per informare gli operatori sanitari circa il collegamento tra l'H. pylori e le ulcere. Questa campagna ha rafforzato l'idea che le ulcere siano un'infezione curabile e che si poteva migliorare sia la salute sia risparmiare economicamente attraverso la diffusione delle informazioni dell'H. pylori.
Nel 2005 il Karolinska Institute di Stoccolma ha insignito del Premio Nobel per la medicina al dottor Marshall e il suo collaboratore di lunga data Dr. Warren "per la loro scoperta del batterio Helicobacter pylori e il suo ruolo nella gastrite e ulcera peptica". Il professor Marshall continua la ricerca sull'H. pylori e gestisce un laboratorio di biologia molecolare a Perth, in Australia Occidentale.
Alcuni credevano che la gomma mastice, un estratto di resina degli alberi, eliminasse attivamente il batterio H. pylori. Tuttavia, diversi studi successivi hanno riscontrato che l'utilizzo di mastice non ha alcun effetto nel ridurre i livelli di H. pylori.

## Epidemiologia
nessun dato
     meno di 20
     20–40
     40–60
     60–80
     80–100
     100–120
     120–140
     140–160
     160–180
     180–200
     200–220
     più di 220

Disability-adjusted life year per ulcera peptica per 100000 abitanti nel 2004.
nessun dato
meno di 20
20–40
40–60
60–80
80–100
100–120
120–140
140–160
160–180
180–200
200–220
più di 220

Il rischio per lo sviluppo di un'ulcera peptica è circa il 10%. Nel 2013 ha causato 301 000 decessi, in calo dai 327 000 registrati nel 1990.
Nei paesi occidentali la percentuale di persone con infezioni da Helicobacter pylori approssimativamente corrisponde all'età (vale a dire, il 20% all'età di 20 anni, il 30% all'età di 30 anni, l'80% a 80 anni, ecc). Vi è una maggiore prevalenza nei paesi del terzo mondo dove si stima sia presente nel 70% della popolazione, mentre nei paesi sviluppati mostrano un rapporto massimo del 40%. Nel complesso, le infezioni da H. pylori in tutto il mondo sono tuttavia in diminuzione, soprattutto nei paesi sviluppati. La trasmissione avviene attraverso il cibo, la contaminazione delle acque sotterranee e attraverso la saliva umana (ad esempio baciandosi o condividendo utensili da cucina).
Una minoranza di casi di infezione da H. pylori si conclude con lo sviluppo di un'ulcera e un maggior numero di persone avranno non specifico disagio, un dolore addominale o una gastrite.
L'ulcera peptica comportava una grande impatto sulla morbilità e sulla mortalità, fino all'ultimo decennio del XX secolo quando le tendenze epidemiologiche hanno iniziato a registrare un forte calo dell'impatto della malattia. La ragione di ciò può essere cercata nello sviluppo di nuovi farmaci, di efficaci acido soppressori e la scoperta dell'H. pylori come causa.
L'incidenza di ulcere duodenali è calata notevolmente negli ultimi 30 anni, mentre l'incidenza di ulcere gastriche ha dimostrato un leggero aumento, dovuto principalmente alla diffusione dell'impiego di FANS. Il calo dell'incidenza è stato considerato come un fenomeno indipendente dei progressi nel trattamento della malattia, ma si spiega con il miglioramento degli standard di vita che hanno abbassato l'incidenza di infezione da H. pylori.

## Cause
Il succo gastrico, indispensabile al processo digestivo, possiede una forte azione nei confronti delle proteine: esso è infatti costituito essenzialmente da acido cloridrico e da pepsina, un enzima che si attiva solo in ambiente acido. Lo stomaco è naturalmente protetto dall'azione dell'acido grazie a una barriera mucosa prodotta dalle sue stesse cellule; nel duodeno invece il succo acido viene neutralizzato dai succhi duodenale e pancreatico, ricchi in bicarbonato di sodio.
L'ulcera peptica, sia gastrica sia duodenale, si sviluppa per azione dell'acidità del succo gastrico, probabilmente a causa di uno squilibrio tra il grado di acidità e i meccanismi protettivi. I fattori che possono indurre un tale squilibrio sono molteplici, diversi per l'ulcera gastrica e per quella duodenale e non tutti perfettamente conosciuti.